# Liu xing yu
Liu xing yu (cinese: 流星雨; titolo internazionale Meteor Rain) è un drama televisivo di Taiwan. I protagonisti sono i quattro membri della boy band taiwanese F4 (Jerry Yan, Vic Zhou, Ken Chu e Vanness Wu). Meteor Rain è una mini-serie supplementare alla serie principale Liu xing hua yuan. In tale mini-serie, i tre episodi individuali sono chiamati "capitoli", ognuno dei quali si concentra su uno dei membri degli F4.

## Trama
Il capitolo di Meizuo: Meizuo (conosciuto come Akira nella versione giapponese) viene derubato da una ragazza giapponese, Ai Sha, che combatte per sopravvivere a Taiwan. Ai Sha inganna Meizuo diverse volte, prima di rivelargli la verità. La ragazza ha recentemente lasciato il Giappone per ritrovare sua nonna. Meizuo accetta di aiutarla, e dopo varie peripezie, i due finiscono per iniziare ad esercitarsi insieme nella danza. Questo accade a causa del fatto che Ai Sha crede che il miglior modo per trovare sua nonna sia partecipare e vincere ad una gara di danza in televisione. Alla fine di questo capitolo di Meteor Rain, si percepisce l'inizio di una grande storia d'amore.
Il capitolo di Ximen: Xiaoyou (conosciuta come Yuki nella versione giapponese), la migliore amica di Shan Cai (protagonista di Meteor Garden), torna da sola dal Canada in ricerca del suo amore. Tenta di riaccendere la sua relazione con Ximen (conosciuto come Soujiro nella versione giapponese), ma all'inizio sembra non avere successo. Dopo un avvenimento in un bar, Ximen e Xiaoyou si confrontano parlando dei propri comportamenti. Ximen rivela a Xiaoyou un po' del suo passato, e le racconta di una ragazza di cui una volta era innamorato, Xiao Geng. Xiao Geng aveva scoperto qualcosa di molto speciale da far vedere a Ximen, ma lui si era scoperto in qualche modo spaventato dai propri sentimenti, ed aveva grandemente deluso Xiao Geng non presentandosi all'appuntamento. Ispirata dalla storia, Xiaoyou decide di mettersi all'estenuante ricerca della "cosa speciale" che Xiao Geng voleva mostrare a Ximen.
Il capitolo di Daoming Si: tale capitolo è composto da due parti. Esso è indiscutibilmente il più rilevante per la serie principale Meteor Garden, in quanto spiega diverse scene che sono accadute nella prima stagione del drama. Daoming Si (conosciuto come Tsukasa nella versione giapponese) viene accusato di un crimine e fugge dalla polizia. A stento riesce a scappare saltando da un treno, ma perde conoscenza. Viene trovato su una spiaggia da una bambina di nome Xin Xin, e Daoming Si viene temporaneamente ospitato da un uomo di nome Ah Yuan, apparentemente il padre di Xin Xin. Ah Yuan e la bambina vivono in una semplice capanna sulla riva del mare nell'assoluta povertà. La trama è composta da vari intrecci, il principale dei quali giace nel fatto che Xin Xin non parla. Apparentemente, tuttavia, la bambina non è realmente muta; è stata traumatizzata da qualcosa che le è accaduto in passato. Grazie ai progressi di Xin Xin, la bambina e Daoming Si presto si affezionano l'uno all'altra. Tuttavia, i problemi si fanno avanti nella seconda parte del capitolo, quando Ah Yuan scopre che Daoming Si è ricercato dalla polizia, e Daoming Si viene a sapere la verità sul passato di Ah Yuan e Xin Xin.

## Curiosità
- Huaze Lei non ha un proprio capitolo nella mini-serie poiché Vic Zhou era occupato con le riprese di un'altra serie televisiva.
- Diverse location delle riprese della mini-serie sono le stesse di quelle del drama taiwanese Mars. La spiaggia dove Daoming Si viene trovato da Xin Xin, e il bar dove Meizuo ed Ai Sha si incontrano sono solo alcune di tali location.
- Nel capitolo di Daoming ci sono varie contraddizioni con la storia principale. Molti fan noteranno subito che Daoming Si ha lo stesso tagli di capelli che porta alla fine della prima serie di Meteor Garden. Inoltre, il carattere di Daoming Si è molto più tranquillo durante il tempo passato con Xin Xin, mentre all'inizio di Meteor Garden i suoi comportamenti sono molto violenti. Tali dettagli contraddicono fortemente il fatto che il capitolo di Daoming Si dovrebbe in realtà essersi svolto prima dell'inizio della prima serie di Meteor Garden. Tuttavia, diverse fonti si ostinano ad affermare la precedenza dei due capitoli a lui dedicati rispetto alla storia originale.
- La serie è stata originariamente mandata in onda sulla rete ABS-CBN filippina nel maggio del 2003, ed è stata trasmessa di nuovo sulla GMA Network nell'ottobre del 2007, con un ri-doppiaggio tipicamente filippino.

## Cast
- Jerry Yan nel ruolo di Daoming Si
- Vic Zhou nel ruolo Huaze Lei
- Ken Chu nel ruolo Ximen
- Vanness Wu nel ruolo Meizuo
- Rainie Yang nel ruolo Xiaoyou
- Aisa Senda nel ruolo Ai Sha